# História dos judeus no Texas
Os judeus texanos fazem parte da história do Texas desde que os primeiros exploradores europeus chegaram à região no século XVI. Em 1990, tinha 108.000 judeus no Texas. Estimativas mais atuais colocam o número em aproximadamente 120.000.

## História dos judeus texanos
O Texas espanhol não recebia judeus facilmente identificáveis, mas eles vinham de qualquer jeito. Jao de la Porta estava com Jean Laffite em Galveston, Texas, em 1816, e Maurice Henry estava em Velasco no final da década de 1820. Judeus lutaram nos exércitos da Revolução do Texas de 1836, alguns com James Fannin em Goliad, outros na Batalha de San Jacinto. Albert Levy tornou-se cirurgião das forças revolucionárias texanas em 1835, participou da captura de Bexar, e juntou-se à Marinha do Texas no ano seguinte. As primeiras famílias eram conversos e judeus sefarditas. Colonos posteriores, como a família Simon, liderada por Alex Simon, vieram na década de 1860 e contribuíram para a construção de sinagogas e monumentos como o Teatro Simon. B. Levinson, um líder cívico judeu texano, chegou em 1861. Hoje, a grande maioria dos texanos judeus são descendentes de judeus ashkenazi, aqueles da Europa Central e Oriental cujas famílias chegaram ao Texas após a Guerra Civil ou mais tarde.
O judaísmo organizado no Texas começou em Galveston com a criação do primeiro cemitério judeu do Texas em 1852. Em 1856, os primeiros serviços judaicos organizados estavam sendo realizados na casa de Isadore Dyer, residente de Galveston. Esses serviços eventualmente levariam à fundação da primeira e mais antiga congregação judaica reformista do Texas, o Templo B'nai Israel, em 1868.
A primeira sinagoga no Texas, a Congregação Beth Israel de Houston, foi fundada em Houston em 1859 como uma congregação ortodoxa. No entanto, em 1874, a congregação votou para mudar sua afiliação ao movimento reformista. Os anos seguintes foram acompanhados pela disseminação do judaísmo por todo o Texas. Temple Beth-El (San Antonio, Texas) foi fundada em San Antonio em 1874, seguida pelo Templo Emanu-El de Dallas em 1875 e B'nai Abraham de Brenhamem 1885. Temple Beth-El é conhecida como uma das congregações judaicas mais contemporâneas do estado devido ao seu apoio muito aberto à comunidade LGBT judaica, enquanto B'nai Abraham, atualmente liderada pelo rabino Leon Toubin, é a mais antiga sinagoga ortodoxa existente no estado.
Entre 1907 e 1914, um programa de reassentamento, conhecido como Movimento Galveston, estava em operação para desviar imigrantes judeus do leste europeu para longe das cidades de imigrantes lotados no Nordeste. Dez mil imigrantes judeus passaram pela cidade portuária de Galveston durante esta época, aproximadamente um terço do número que migrou para a área do Império Otomano que se tornaria o estado de Israel durante o mesmo período. Henry Cohen, o rabino de B'nai Israel na época, é creditado por ajudar a fundar o Movimento.